# 塔桑拉德米吕讷
塔桑拉德米吕讷（法語：Tassin-la-Demi-Lune，法語發音：[tasɛ̃ la dəmi lyn]）是法国里昂大都会的一个市镇，属于里昂区。

## 地理
塔桑拉德米吕讷（45°45'48"N, 4°46'48"E）面积7.79 平方千米，位于法国奥弗涅-罗讷-阿尔卑斯大区里昂大都会，后者为法国的一个特殊地位集体，自2015年脱离罗讷省成立，位于法国中东部，中心城市为里昂。
与塔桑拉德米吕讷接壤的市镇（或旧市镇、城区）包括：弗朗什维尔、沙博尼耶尔莱班、克拉波讷、埃屈利、里昂、马西莱图瓦勒、圣热尼莱索利耶尔。
塔桑拉德米吕讷的时区为UTC+01:00、UTC+02:00（夏令时）。

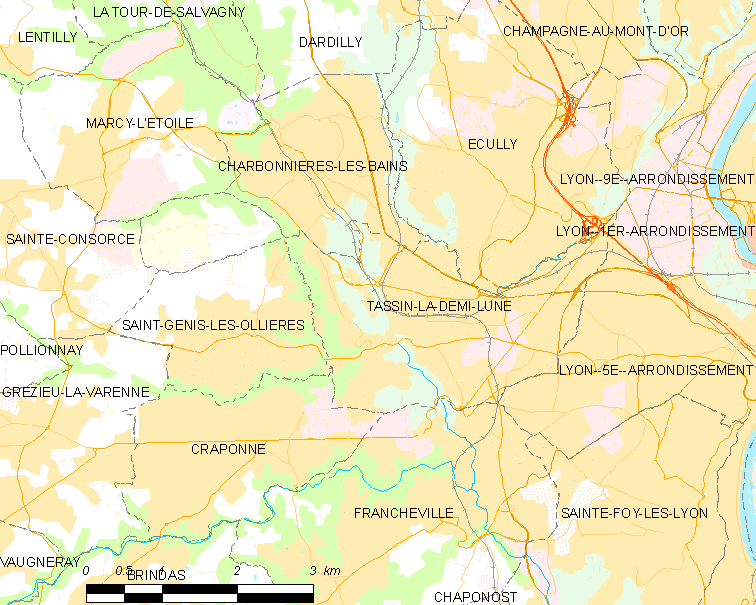
塔桑拉德米吕讷的OSM定位图

## 行政
塔桑拉德米吕讷的邮政编码为69160，INSEE市镇编码为69244。

## 政治
塔桑拉德米吕讷的现任市长为帕斯卡尔·沙尔莫（Pascal Charmot）先生，任期为2020-2026年。

## 人口

1962-2008年间塔桑拉德米吕讷人口变化图示

塔桑拉德米吕讷于2022年1月1日时的人口数量为22819人。